# 新道隆明
新道 隆明（しんどう たかあき、1955年 - ）は、日本の実業家。翔薬元代表取締役社長。福岡県出身。

## 略歴
- 1977年3月 西南学院大学商学部卒業
- 1977年4月 福岡薬品（現・翔薬）入社
- 2012年 取締役
- 2015年 専務
- 2016年6月 代表取締役